# Dänische Badmintonmeisterschaft 1946
Die Dänische Badmintonmeisterschaft 1946 fand in Kopenhagen statt. Es war die 16. Austragung der nationalen Titelkämpfe im Badminton in Dänemark.	

## Titelträger
| Disziplin    | Sieger                                                  |
| ------------ | ------------------------------------------------------- |
| Herreneinzel | Tage Madsen, Skovshoved IF                              |
| Dameneinzel  | Tonny Olsen, Gentofte BK                                |
| Herrendoppel | Jørn Skaarup Preben Dabelsteen, Nykøbing F.             |
| Damendoppel  | Agnete Friis Tonny Olsen, Gentofte BK                   |
| Mixed        | Tage Madsen, Skovshoved IF Kirsten Thorndahl, Amager BC |